# برآمده‌سرپنجه
برآمده‌سرپنجه (نام علمی: Tylocephalonyx) نام یک سرده از زیرخانواده شکافته‌ددیان است.